# 名和秋
名和 秋（なわ あき、1979年11月15日 - ）は、東京都出身のプロボウリング選手。JPBA35期生。ライセンスNo.365。永久A級ライセンスNo.78。血液型はA型。アミューズおよびコロナワールド所属。用品契約はサンブリッジ➝レジェンドスターを経て、現在はアメリカンボウリングサービス「ABS」。大会公認ハイスコアは2006年全日本女子選手権で記録された300（パーフェクト）。箸や鉛筆は左利きだが、ボウリングは右投げ。BS日テレ制作の『ボウリング革命 P★League』でも活躍。キャッチフレーズは「サイレントビューティー」。

## 略歴
父の正年は日本ボウリング界では有名なドリラー（ボウリングのボールに指穴をあける職人）である。女子プロボウラー初の公認パーフェクトである中山律子の300点達成時のボールも、父・正年が手掛けたものである。また母の礼子も元プロボウラー（第6期）。
幼い頃、近所のボウリング場に家族で遊びに行った際、父親が秋に口やかましく指導を展開してしまい、ボウリングに対して嫌悪感を覚える。それに反抗するかのように、小学校4年生から中学3年まではバレーボール部に所属。当時大活躍していた大林素子に憧れ、全日本の大会を観戦したり、日々ビデオを見たりしながら、自身もバレーボール競技に没頭した。姉がバレーボールの強い高校に進学したが、レギュラーになれず、同じような体型の自分も無理だろうと、間接的にバレーボールへの夢を断念。
高校は東京農業大学第一高校（東京都世田谷区）へと進学。この頃から本格的にボウリングを再開する。高校3年間は国体に連続出場を果たす。その実績からスポーツ推薦で國學院大學法学部に入学した。
大学入学後、ボウリング部に所属（ボウリング部のコーチは父親だった）。大学1年生の個人選抜では、予選から調子がよく、全国制覇を間近に投球を続けていたが、ボウリング部として有名な京都産業大学勢の底力や応援の迫力に負け、スコアを乱し優勝を逃す。その悔しさにトイレにこもって涙を流したというエピソードがある。この悔しさを機に、自分からボウリングに対して真剣に取り組みたいという思いが芽生えたという。そうして臨んだ一年後の同大会で、見事学生チャンピオンに輝いた。この実績を買われ、大学2年生から4年生のときにはナショナルチームのメンバーとして選出され、海外での試合にも出場した。この海外遠征でアラブ首長国連邦のドバイに行ったとき、石油王からプロポーズされたというエピソードを持つ。
大学4年生のときナショナルチームの代替で落選するも、父親の勧めもありプロテストに挑戦し、見事に一発合格する。大学卒業後は、同大学の事務職員とプロボウラーの二足のわらじの生活をしていたが、2004年に相模原パークレーンズとの専属契約を機にプロボウラーの活動一本に専念するようになった。
2004年の11月にはレディース新人戦で優勝している。
2022年にはプロ入り20周年を迎え名和のほか同期プロボウラー植竹幸子・丹羽由香梨・堂元美佐・井口直之のメンバーでの記念大会が狐ヶ崎ヤングボウルと東京ポートボウルにて開催された。東京ポートボウルでの開催時にはゲストとして俳優の黒田アーサーとミュージシャンのブラザーコーンも駆け付けた。
また記念ユニフォームも企画され、所属先の相模原パークレーンズから限定発売された。
2023年11月1日に芸能事務所アミューズとマネジメント契約を締結。
2024年7月26日に相模原パークレーンズとの専属契約を解約。
2024年8月1日に株式会社コロナワールドと所属契約を締結したと発表。

## 選手としての評価
非常に細い体型とは裏腹に、豪快なフォームから繰り出されるスピード感のある投球が特徴。女子プロでは一二を争う速球型である。
プロになったばかりの頃は、淡々とした表情で投げるも、終盤にペースを乱し、あと少しといった場面で上位への進出ラインに届かない場面が多く見られた。社会人生活としての掛け持ちから、絶対的な練習不足によりイージーミスを犯すなど、技術面での不安や、それからくる精神的な弱さ（最終日にスコアが乱れる）などを露呈していた。
しかし2003年の最終戦である全日本では初日から徐々に徐々にペースを上げていき、最終日に上位進出のラインで他のトッププロと逆転・再逆転を繰り返す。最終的に名和が逆転し初のテレビ決勝に駒を進める。これ以降、後半にも粘り強い試合を何度か展開。
初優勝となった2004年の新人戦も、予選通過は4位であったが、そこから運も味方につけ並み居る強豪を相手に優勝を手にした。これらの活躍により、プロとしての評価もうなぎ上りとなった。

## 人物
自他共に認める『スヌーピー好き』で、スヌーピーのウェアを着用したり、サインの脇に笑っているキャラを描いたりする。
アスリート同士の交流においては、ビーチバレーの浦田聖子と大変仲がよく、プライベートでも買い物やアウトドアに一緒に出掛けるほどの仲良しである。
2004年11月24日放送のフジテレビ「トリビアの泉」に出演し、視聴者投稿の「死海にボウリングの球を入れると14号までは浮き15号からは沈む」を検証をするために、名和がイスラエルとヨルダンの境にある死海へ実際に行き、ボウリング球を投げ入れるシーンが放映された。後に自身のブログで、「当時札幌プリンスカップと東海女子オープンとの合間1週間を使い、0泊4日の強行スケジュールでの収録で、今までのテレビの仕事の中で一番大変だった。でもいいお仕事をさせていただきました。」と振り返っている。
2023年11月6日より茅ヶ崎FMにて、名和がメインパーソナリティを務める「プロボウラー名和秋の海街レイディオ」がスタート。ボウリング大会「KUWATA CUP」の発案者である桑田佳祐、そして桑田の故郷である茅ヶ崎への恩返しと現在ボウリング場のない茅ヶ崎にいつかボウリング場を復活させたいという願いがコンセプトの番組となっている。2024年7月からMUSIC BIRDでの配信も始まり、全国80局以上のコミュニティFMで番組が聴取出来る様になった。

## 実績

### 大会成績
2003年
- 全日本選手権 4位

2004年
- レディース新人戦 優勝

2005年
- イーグルクラシック 8位

2006年
- 全日本選手権 3位

2013年
- ROUND1Cup Ladies 2013 優勝
- 全日本選手権 準優勝

2014年
- 「グリコセブンティーンアイス杯」第2回プロアマボウリングトーナメント 10位（※B公認大会）
- KIRIN Cup 第30回六甲クイーンズオープントーナメント 5位
- 第9回MKチャリティカップ 12位
- 中日杯 2014東海女子オープンボウリングトーナメント 10位
- ROUND1Cup Ladies 2014 7位

2015年
- 2015宮崎プロアマオープントーナメント 優勝

2017年
- 公益社団法人日本プロボウリング協会創立50周年記念大会 準優勝
- 第33回六甲クィーンズオープントーナメント 8位

2022年
- グリコセブンティーンアイス杯第9回プロアマボウリングトーナメント女子9位
- APAプレゼンツ2022プロボウラーズトーナメント女子6位
- 第54回全日本女子プロボウリング選手権大会 3位

2023年
- 第39回六甲クイーンズオープントーナメント 3位
- 中日杯2023東海オープンボウリングトーナメント 6位
- ラウンドワングランドチャンピオンシップボウリング2023 女子レギュラー部門 5位タイ
- コカ・コーラカップ2023千葉女子オープンボウリングトーナメント 2位
- ラウンドワングランドチャンピオンシップボウリング2023ファイナル 女子レギュラー部門 優勝　　

2024年
- 2024宮崎プロアマオープントーナメント（B公認） 3位 ほかにベストドレッサー賞を受賞
- アイキョーホームプレゼンツ プロボウリングレディース トーナメント 2024 優勝
- 第17回MKチャリティカップ女子 6位
- ラウンドワングランドチャンピオンシップボウリング2024 JPBA決勝大会 女子レギュラー部門 2位

### JPBAランキング
|           | 所属                 | ポイント | ポイント   | アベレージ | アベレージ | 賞金      | 賞金 |
| ポイント  | 所属                 | 順位     | アベレージ | 順位       | 獲得賞金   | 順位      |      |
| --------- | -------------------- | -------- | ---------- | ---------- | ---------- | --------- | ---- |
| 2002      | フリー               | 9        | 127        | 193.23     | -          | 28,000    | -    |
| 2003      | フリー               | 704      | 33         | 202.68     | -          | 485,000   | -    |
| 2004      | 相模原パークレーンズ | 459      | 44         | 202.21     | -          | 638,000   | -    |
| 2005      | 相模原パークレーンズ | 1,440    | 26         | 203.41     | -          | 930,000   | -    |
| 2006      | 相模原パークレーンズ | 1,805    | 21         | 206.53     | -          | 1,641,000 | -    |
| 2007      | 相模原パークレーンズ | 961      | 43         | 206.92     | -          | 475,000   | -    |
| 2008      | 相模原パークレーンズ | 2,083    | 21         | 207.90     | -          | 2,403,000 | 17   |
| 2009      | 相模原パークレーンズ | 1,316    | 28         | 210.85     | 14         | 1,290,000 | -    |
| 2010      | 相模原パークレーンズ | 919      | 27         | 206.84     | 15         | 812,000   | -    |
| 2011      | 相模原パークレーンズ | 677      | 34         | 205.99     | -          | 526,000   | -    |
| 2012      | 相模原パークレーンズ | 1,299    | 15         | 210.12     | -          | 843,000   | -    |
| 2013      | 相模原パークレーンズ | 2,200    | 9          | 215.81     | 6          | 5,869,000 | 2    |
| 2014      | 相模原パークレーンズ | 1,708    | 7          | 221.78     | -          | 1,488,000 | 14   |
| 2015      | 相模原パークレーンズ | 1,708    | 4          | 208.60     | -          | 1,980,000 | 6    |
| 2016      | 相模原パークレーンズ | 1,154    | 18         | 210.54     | -          | 838,000   | -    |
| 2017      | 相模原パークレーンズ | 1,509    | 9          | 212.83     | -          | 1,348,000 | 11   |
| 2018      | 相模原パークレーンズ | 1,857    | 10         | 212.36     | -          | 1,153,000 | 15   |
| 2019      | 相模原パークレーンズ | 1,208    | 23         | 205.71     | 18         | 700,000   | -    |
| 2020-2021 | 相模原パークレーンズ | 1,459    | 21         | 205.15     | 16         | 1,119,000 | -    |
| 2022      | 相模原パークレーンズ | 1,465    | 20         | 207.81     | 13         | 1,353,000 | 20   |
| 2023      | 相模原パークレーンズ | 2,476    | 11         | 212.60     | 13         | 5,895,000 | 2    |
| 2024      | （株）コロナワールド | 2,358    | 9          | 207.39     | -          | 3,170,000 | 5    |
| 2025      | （株）コロナワールド | 194      | 35         | 198.19     |            | 255,000   |      |

（※）2025.7.18現在

### 公認パーフェクト
- 2006年12月15日 第38回全日本女子プロボウリング選手権 予選PARTⅢ6ゲーム目（JPBA公認第138号）
- 2009年10月9日 ラウンドワンカップ2009女子 準決勝2ゲーム目（JPBA公認175号）
- 2013年10月24日 :ROUND1Cup Ladies 2013 予選Bシフト3ゲーム目（JPBA公認222号）
- 2014年12月21日 :第37回JLBCクイーンズオープンプリンスカップ 決勝トーナメント二回戦1ゲーム目（JPBA公認237号）
- 2017年2月2日 :公益社団法人日本プロボウリング協会創立50周年記念大会 準決勝1ゲーム目（JPBA公認261号）
- 2017年10月3日 :ROUND1Cup Ladies 2017 プロ選抜大会B会場第6シフト2ゲーム目（JPBA公認271号）
- 計6回

### Pリーグでの成績
- 第2戦 優勝
- 第3戦 準優勝
- 第6戦 第3位
- 第9戦 第3位
- 第13戦 準優勝
- 第31戦 第3位
- 第42戦 準優勝
- 第50戦 優勝
- 第51戦 第3位
- 第3シーズンチャンピオン決定戦 第3位
- 第58戦 第3位
- 第85戦 第3位
- 第96戦 第3位
- 第100戦 優勝
- 第104戦 優勝

## テレビ出演
- トリビアの泉(2004年11月24日放送、フジテレビ)「死海にボウリングの球を入れると14号までは浮き15号からは沈む」
- 堂本剛の正直しんどい（2008年10月29日放送、テレビ朝日）「連続ボウリング」で助っ人として出演
- 炎の体育会TV (2012年、TBSテレビ)
- 日本列島ボウリング頂上決戦 (2012年12月、フジテレビ)
- 目指せ100万円!!BLACK$MILLION（2013年4月6日、テレビ東京）
- Going!Sports&News 神業ライブラリ（2013年6月、日本テレビ）
- ナカイの窓（2013年9月25日放送、日本テレビ）　など

## ラジオ出演
- プロボウラー名和秋の海街レイディオ（毎週月曜 19:00～19:30 茅ヶ崎FM、毎週土曜 21:00～21:30 MUSIC BIRD）- メインパーソナリティ